# Outlaws 'till the end: vol. 1
Outlaws 'till the end: vol. 1 è l'ottavo album in studio del gruppo musicale statunitense DevilDriver, pubblicato nel 2018. È un album di reinterpretazioni nello stile dei DevilDriver di canzoni di musicisti e gruppi country.

## Tracce
1. Country Heroes (cover di Hank Williams III) – 3:41
2. Whiskey River (cover di Willie Nelson) – 3:40
3. Outlaw Man (cover degli Eagles) – 3:31
4. Ghost Riders in the Sky (cover di Stan Jones) – 3:44
5. I'm the Only Hell Mama Ever Raised (cover di Johnny Paycheck) – 3:10
6. If Drinkin' Don't Kill Me (Her Memory Will) (cover di George Jones) – 3:52
7. The Man Comes Around (cover di Johnny Cash) – 3:49
8. A Thousand Miles from Nowhere (cover di Dwight Yoakam) – 4:26
9. Copperhead Road (cover di Steve Earle) – 3:35
10. Dad's Gonna Kill Me (cover di Richard Thompson) – 4:36
11. A Country Boy Can Survive (cover di Hank Williams Jr.) – 3:41
12. The Ride (cover di David Allan Coe) – 3:50

## Formazione
Gruppo
- Dez Fafara - voce
- Michael Spreitzer - chitarra
- Neal Tiemann - chitarra
- Diego Ibarra - basso
- Austin D'Amond - batteria

Altri musicisti e partecipazioni
- Hank Williams III - voce in Country Heroes
- Randy Blythe - voce in Whiskey River e Ghost Riders In The Sky
- Mark Morton - chitarra in Whiskey River
- John Carter Cash - voce in Ghost Riders In The Sky
- Ana Cristina Cash - voce in Ghost Riders In The Sky
- Wednesday 13 - voce in If Drinkin' Don't Kill Me
- Lee Ving - voce in The Man Comes Around e The Ride
- Brock Lindow - voce in Copperhead Road
- Burton C. Bell - voce in Dad's Gonna Kill Me